# Тюрк, Данило

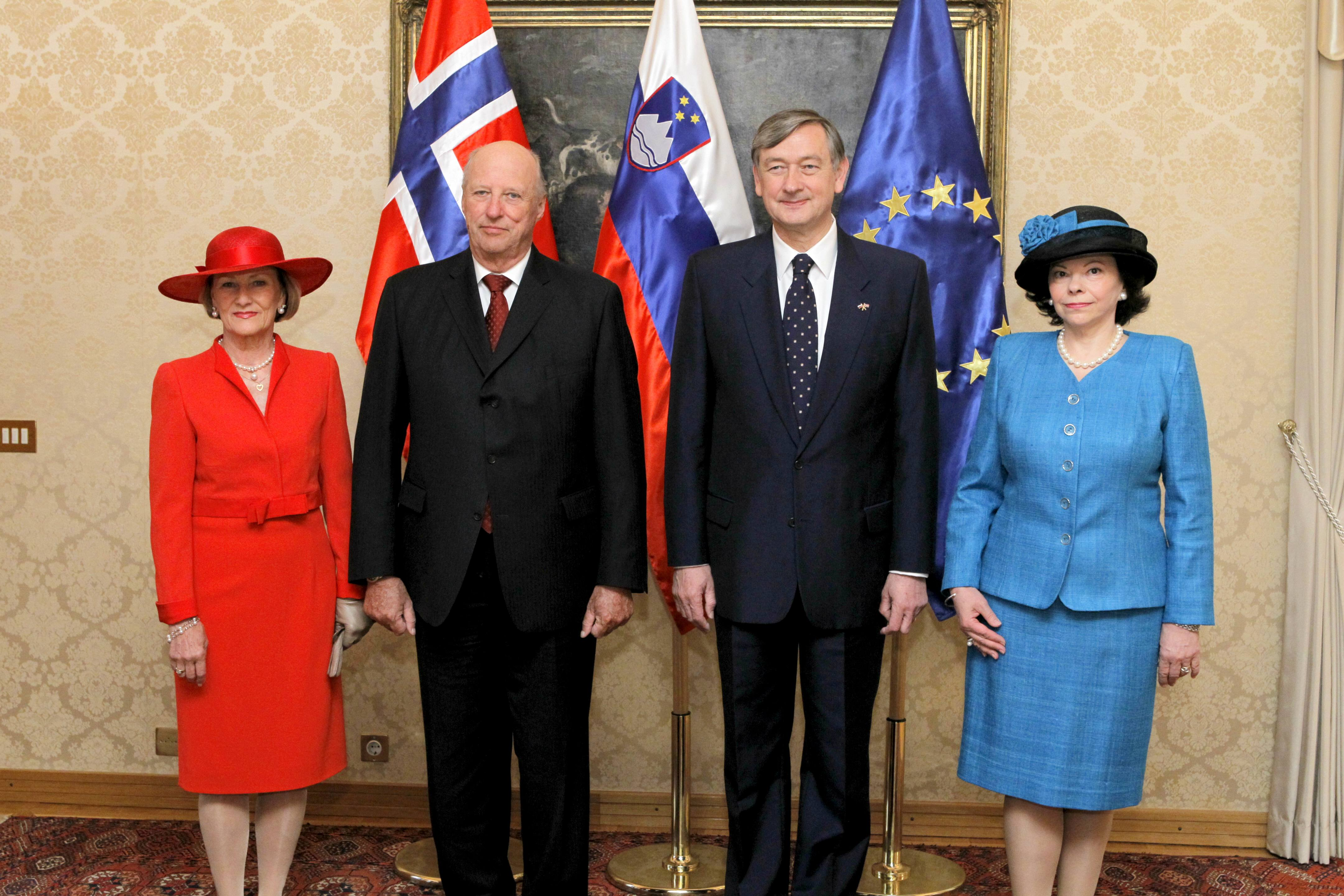
Данило Тюрк и его жена Барбара с королём Харальдом V и королевой Соней Норвежской в 2011

Данило Тюрк (словен. Danilo Türk; род. 19 февраля 1952, Марибор) — словенский политический и государственный деятель, юрист, специалист в области международного права, дипломат, президент Словении с 23 декабря 2007 по 22 декабря 2012 года.

## Биография

### Образование
Окончил юридический факультет Люблянского университета (1975). Продолжил образование в аспирантуре Белградского университета. В 1982 году в Любляне защитил докторскую диссертацию в области международного права. Автор книги «Принцип невмешательства в международных отношениях и международном праве» (Любляна, 1984) и около 100 статей, в том числе по вопросам прав человека, прав меньшинств, использования силы государствами, ГАТТ и др. Читал лекции в университетах Европы и США.

### Дипломатическая деятельность
С 1984 года работал в системе ООН — был членом подкомиссии по предотвращению дискриминации и защите меньшинств, в 1990 году занимал пост её председателя. Являлся специальным докладчиком этой подкомиссии по экономическим, социальным и культурным правам (1988—1992) и по праву на свободу и выражение мнений (1989—1992).
После провозглашения независимости Словении, в 1992—2000 годах был её постоянным представителем в ООН. В этот период участвовал в значительном количестве консультативных встреч, проводившихся Верховным комиссаром по делам национальных меньшинств. В 1994—1997 годах, одновременно, являлся председателем рабочей группы Третьего комитета Генеральной Ассамблеи ООН по реформе механизмов ООН в области прав человека. В 1997—1998 годах также был членом Комитета по правам человека, учреждённого Международным пактом по гражданским и политическим правам. В 1998—1999 годах, одновременно, представлял Словению в Совете Безопасности (СБ) ООН, возглавлял Комитет Совета Безопасности по резолюции Совбеза № 748 от 1992 (санкции против Ливии), был председателем Совета Безопасности.
В 2000—2005 годах — помощник по политическим вопросам генерального секретаря ООН Кофи Аннана. С 2005 года — профессор, руководитель кафедры международного права юридического факультета Люблянского университета.

### Политическая деятельность
В июне 2007 года кандидатура Данило Тюрка была выдвинута на пост президента Словении от блока левоцентристских партий (основную роль в нём играла Социал-демократическая партия). 21 октября 2007 года в первом туре президентских выборов он занял второе место (24,54 % голосов), отстав от кандидата от правоцентристского правительственного блока Лойзе Петерле (28,5 %). 11 ноября во втором туре Тюрк был избран президентом (70,8 %). Причиной такого результата стал тот факт, что Тюрк смог привлечь на свою сторону сторонников других оппозиционных кандидатов, в первую очередь, бывшего председателя Центрального банка Мити Гаспари, отставшего в первом туре от Тюрка менее чем на 1 % голосов.
На президентских выборах 2012 года прошёл во второй тур, но проиграл в нём.

## Награды
- Большой крест на цепи ордена «За заслуги перед Итальянской Республикой» (Италия, 11 января 2011)[1].
- Почётный гражданин Любляны (2025)[2]